# کلروتریانیسن
کلرو تریانیسن (انگلیسی: Chlorotrianisene) که با نام tri-p-anisylchloroethylene یا به‌طور مخفف TACE نیز شناخته میشود نوعی استروژن غیراسترادیولی است که امروزه دیگر استفاده نمی‌شود.